# أغسطس هنري سيوارد
أغسطس هنري سيوارد (بالإنجليزية: Augustus Henry Seward) هو عسكري أمريكي، ولد في 1 أكتوبر 1826 في أوبورن في الولايات المتحدة، وتوفي في 11 سبتمبر 1876 في Montrose, New York ‏ في الولايات المتحدة.